# Faculdade de Filosofia, Ciências e Letras de Caruaru
A Faculdade de Filosofia, Ciências e Letras de Caruaru (FAFICA) foi uma instituição de ensino superior particular em Caruaru, estado de Pernambuco.
Fundada pela Diocese de Caruaru, através de Portaria da Cúria Diocesana nº 268, de 9 de agosto de 1960, era mantida pela Associação Diocesana de Ensino e Cultura de Caruaru, pessoa jurídica de direito privado, com sede e foro na cidade de Caruaru.
Em fevereiro de 2021, a diocese anunciou o encerramento de suas atividades.